# 서부저지고릴라

수컷 피사체의 해골

서부로랜드고릴라 또는 서부저지대고릴라는 서부고릴라(Gorilla gorilla)의 아종으로, 아프리카 중서부에 분포하며 앙골라와 카메룬, 중앙아프리카공화국, 콩고, 콩고민주공화국, 적도 기니와 가봉의 산지산림과 일차림, 이차림, 저지대 습지에서 사는 고릴라이며, 학명은 Gorilla gorilla gorilla이다.
마운틴고릴라에 비하여 몸집이 크고 정수리가 덜 솟아 있으며 얼굴이 넓적하다. 팔은 근육질로서 길고 다리는 짧다. 털은 검은빛을 띤 갈색인데, 수컷은 다 자라면 등과 허리 부분의 털이 잿빛으로 변한다.
동물원에서 자주 볼 수 있는 고릴라인데 한국에선 서울대공원 유인원관에서만 고리나라는 고릴라를 국내 유일 보유중이다.
다 자란 수컷 고릴라는 퇴행성 심장병의 하나인 심근증에 걸리기 쉽다. 미국 버밍햄의 버밍햄 동물원에 사육 중인 서부로랜드고릴라인 바벡은 인공심장박동조절기를 받은 첫 고릴라였다.

## 크기
수컷 서부로랜드고릴라는 최대 180 cm의 키에, 거의 140Kg의 몸무게에 달한다.

## 먹이
서부로랜드고릴라는 잡식성이지만 주로 풀이나 나무 줄기, 뿌리, 과일 같은 채식을 즐겨 먹는다. 그 외에도 흰개미를 먹어 단백질을 보충한다.

## 행동
이들은 한 명의 지배적인 수컷과, 5에서 7명의 성숙한 암컷들, 새끼들 그리고 아직 미성숙한 고릴라, 또한 몇 마리의 비-지배적 수컷으로 이루어진 집단 내에서 생활한다. 고릴라들은 천천히 번식하는 데, 그 까닭은 암컷들이 9살에서 10살 이전에는 번식을 할 수 없고, 단지 약 5년에 한 번만 한 마리의 새끼를 낳기 때문이다.
나이 든 수컷을 중심으로 20여마리가 매우 질서있는 고도의 사회생활을 한다. 매우 다양한 몸짓과 음성으로 의사소통을 한다. 영장류 중에서 제일 온순하며 화가 나도 위협만 할 뿐이다. 

## 보존
1980년대의 적도 부근의 아프리카에서의 고릴라의 개체 조사에 의하면, 고릴라의 개체수는 약 10만 마리로 생각되었다. 연구자들은 몇 년 후에, 밀렵과 산림 파괴때문에 고릴라의 개체 수가 약 5만 마리로 감소한 것으로 그 개체 수량을 조정했었다. 2006년과 2007년에 야생보존협회에 의해 수행된 조사에서, 이전에 보고되었던 10만 마리보다 많은 고릴라가 텔레 호수 공동체 보존의 습지 숲과 콩고공화국 내의 건조 지대 인근에서 살고 있는 것이 발견되었다. 새로운 발견으로, 현재 서부로랜드고릴라의 개체수는 약 15만에서 20만 마리가 된다. 그러나 고릴라는 에볼라 바이러스와 산림파괴 그리고 밀렵에 취약한 상태에 놓여 있다.

## 사진

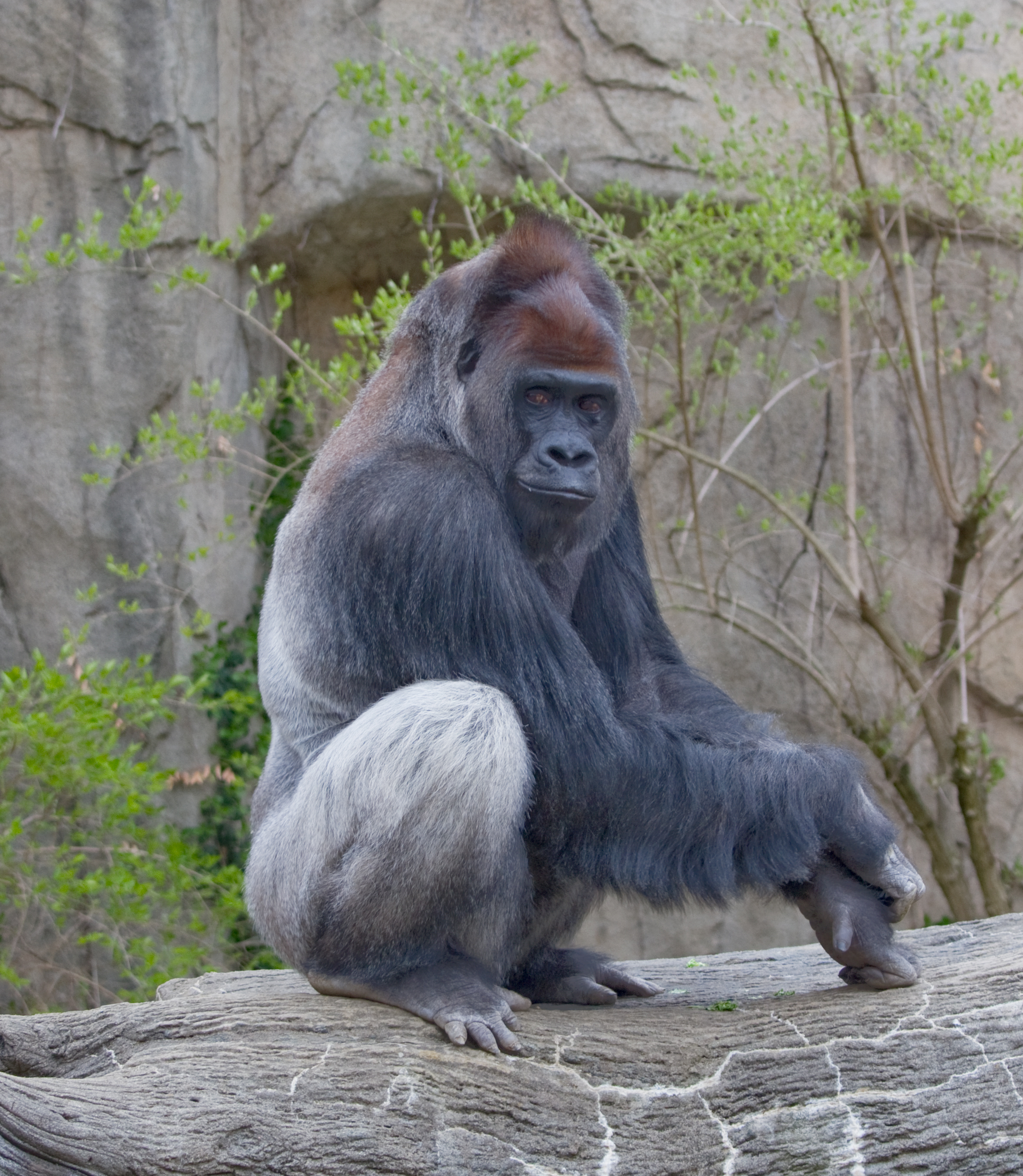
수컷
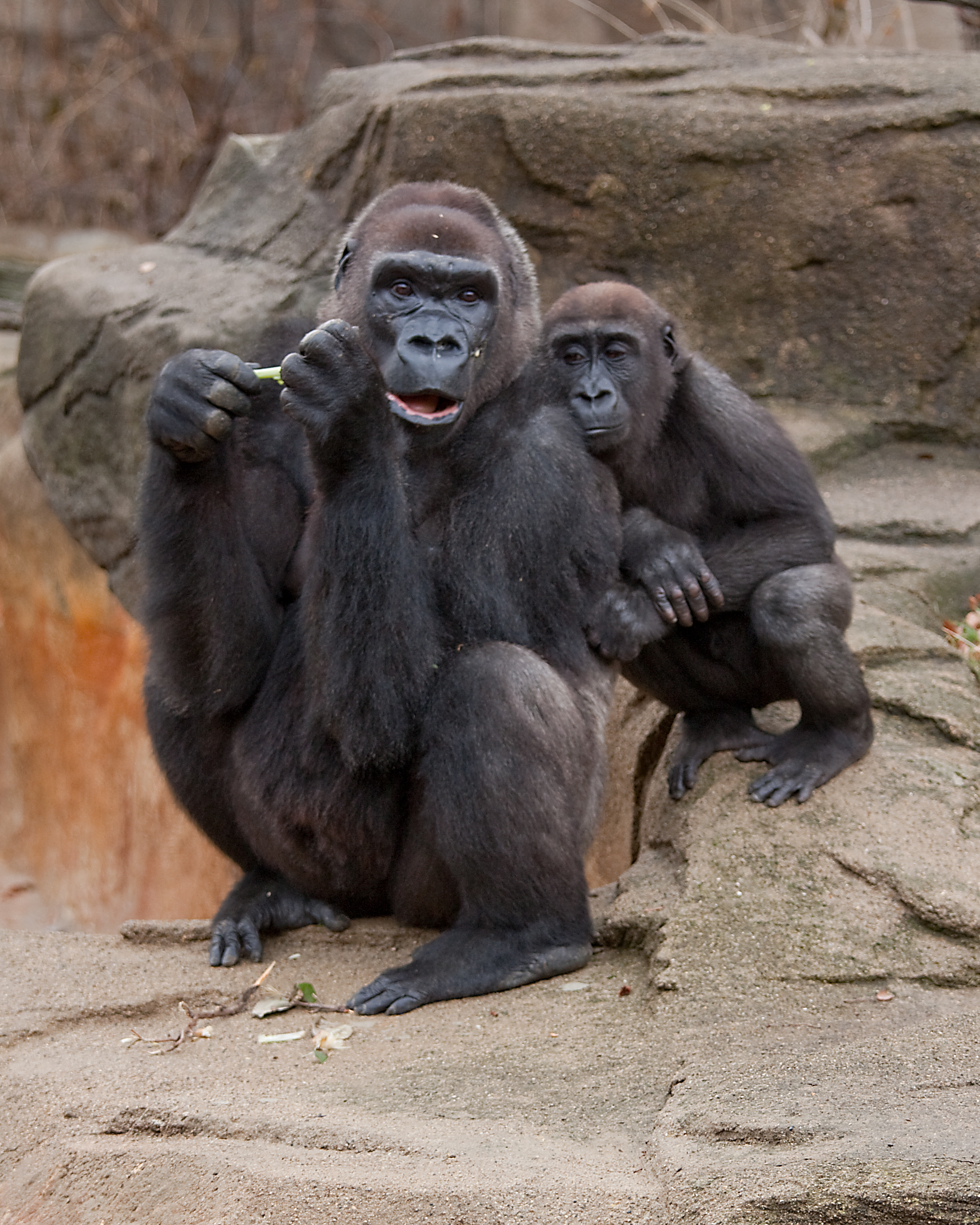
암컷과 아기

## 같이 보기
- 크로스강고릴라

## 기타
인간을 제외하고는 천적은 표범뿐이다.